# Il vecchio della montagna
Il vecchio della montagna è un romanzo di Grazia Deledda, pubblicato in volume nel 1900 presso l'editore Roux e Viarengo di Torino. 

## Trama
Il romanzo si sviluppa attorno al tormentato amore non corrisposto del capraro Melchiorre Carta nei confronti della cugina Pasca. Figura centrale del racconto è Pietro Carta,  il vecchio e saggio padre cieco di Melchiorre che, insieme al figlio, vive e accudisce  il proprio gregge di capre nel Monte Ortobene, nei pressi di Nuoro, con l'aiuto del giovane mandriano Olianese Basilio Serra.